# Pliobyrsa
Pliobyrsa is een geslacht van wantsen uit de familie van de Tingidae (Netwantsen). Het geslacht werd voor het eerst wetenschappelijk beschreven door Drake & Hambleton in 1946.

## Soorten
Het genus bevat de volgende soorten:

- Pliobyrsa adversa (Drake & Hambleton, 1938)
- Pliobyrsa inflexa (Drake & Hambleton, 1938)
- Pliobyrsa lateris Drake & Hambleton, 1946
- Pliobyrsa mollinediae (Drake & Hambleton, 1934)
- Pliobyrsa pulcherrima Monte, 1947
- Pliobyrsa translucida (Champion, 1897)